# 水木英昭プロデュース
水木英昭プロデュース（通称「水プロ」）は、水木英昭が主宰する日本の演劇プロデュースユニット。

## 概要
劇団スーパーエキセントリックシアター（SET）の劇団員であった水木英昭が、退団後エンターテイメント・ヒューマンコメディーをテーマとして2005年に立ち上げた。
SET在団時に、水木英昭プロデュースとして上演した演目をもとにした作品や新作舞台、ライブライブパフォーマンス公演など、年2回程度の公演を行っている。
2021年8月に新たにマネージメント部門を設立した。
また、陣内孝則主演『陣内の門～1st ACT～』(2018)、山田邦子芸能生活40周年記念公演『山田邦子の門』(2019)・同還暦記念公演『山田邦子の門2020〜クニリンピック〜』(2020)の共同プロデュースにも取り組んでいる。
2023年より水木英昭プロデュース公演事業を合同会社Canossaに移管している。

## 公演作品
出典：【水木英昭プロデュース】ARCHIVE

### 舞台
| 作品                                                                      | 期間                    | 会場   | 会場                                         | 主な出演者 |
| ------------------------------------------------------------------------- | ----------------------- | ------ | -------------------------------------------- | --- |
| vol.1 眠れぬ夜のホンキートンクブルース 第17回池袋演劇祭参加作品           | 2005年9月23日〜28日     | 東京   | シアターグリーン・メインホール               | 津田英佑 宮本大誠 鈴木優介 佐藤浩之 福薗由布樹 流石組義人 宮下敬夫 礒部仁志 大橋光 宮本理英 原育美 麻生麻衣 水木英昭 |
| vol.2 眠れぬ夜の電波ハイジャック〜 LAZY MIDNIGHT〜                        | 2006年３月７日〜12日    | 東京   | シアターグリーン・エリア171                  | 鈴木早智子 宮本大誠 津田英祐 相澤一成 西秋元喜 鈴木優介 高橋花衣 原育美 水木英昭 |
| vol.3 眠れぬ夜のホンキートンクブルース〜HOST2 〜                          | 2006年12月20日〜26日    | 東京   | シアターサンモール                           | 津田英佑 宮本大誠 水木英昭 佐伯太輔 白川裕二郎 寺尾由布樹 鈴木優介 礒部仁志 大橋光 高賀紘之信 松田沙希 宝井陽香 佐藤浩之 原育美 曾我泰久 入絵加奈子 |
| vol.3 眠れぬ夜のホンキートンクブルース〜HOST2 〜                          | 2007年1月14日           | 福岡   | 西鉄ホール                                   | 津田英佑 宮本大誠 水木英昭 佐伯太輔 白川裕二郎 寺尾由布樹 鈴木優介 礒部仁志 大橋光 高賀紘之信 松田沙希 宝井陽香 佐藤浩之 原育美 曾我泰久 入絵加奈子 |
| vol.4 眠れぬ夜のホンキートンクブルース EPISODE１〜上京編〜                | 2007年3月28日〜4月2日   | 東京   | シアターグリーン・BOX in BOX THEATER         | 寺尾由布樹 鈴木優介 礒部仁志 大橋光 白土直子 高橋花衣 原育美 松田沙希 阿部未来 水木英昭 佐藤浩之 稲葉貴子 〈日替わりゲスト〉 宮本大誠 津田英佑 入絵加奈子 白川裕二郎 佐伯太輔 相澤一成 |
| vol.5 眠れぬ夜のストレイドッグエレジー 〜蘇州夜曲〜                       | 2007年9月3日〜10日      | 東京   | 新国立劇場 小劇場                            | 宮本大誠 白土直子 津田英佑 寺尾由布樹 相澤一成 ヒトシ 大橋光 原育美 松田沙希 阿部未来 紗久真弓 島口哲朗 河口博昭 福田高士 田中あきはる 佐藤浩之 水木英昭 山本崇史 土居裕子 |
| vol.6 眠れぬ夜の電波ハイジャック 〜銀座でLAZY MIDNIGHT〜                  | 2008年5月20日           | 岡山   | さん太ホール                                 | 宮本大誠 曾我泰久 高嶺ふぶき 白土直子 相澤一成 大橋光 ヒトシ 松田沙希 阿部未来 佐藤浩之 原育美 佐伯太輔 山本崇史 水木英昭 |
| vol.6 眠れぬ夜の電波ハイジャック 〜銀座でLAZY MIDNIGHT〜                  | 2008年5月22日           | 愛知   | 名古屋市青少年文化センターホール             | 宮本大誠 曾我泰久 高嶺ふぶき 白土直子 相澤一成 大橋光 ヒトシ 松田沙希 阿部未来 佐藤浩之 原育美 佐伯太輔 山本崇史 水木英昭 |
| vol.6 眠れぬ夜の電波ハイジャック 〜銀座でLAZY MIDNIGHT〜                  | 2008年5月28日〜6月2日   | 東京   | 銀座博品館劇場                               | 宮本大誠 曾我泰久 高嶺ふぶき 白土直子 相澤一成 大橋光 ヒトシ 松田沙希 阿部未来 佐藤浩之 原育美 佐伯太輔 山本崇史 水木英昭 |
| vol.7 眠れぬ夜のホンキートンクブルース完結編 〜ホスト参上〜               | 2008年10月3日〜13日     | 東京   | シアターサンモール                           | 宮本大誠 津田英佑 水木英昭 柳澤貴彦 川口真五 小松彩夏 相澤一成 大橋光 ヒトシ 松田沙希 阿部未来 宮本理英 紗久真弓 齋藤夏子 平本隆詞 積田唯 佐藤浩之 原育美 土居裕子 |
| vol.8 眠れぬ夜のサバイバル・パーティー 〜SO SOLDIER〜                     | 2009年8月13日〜16日     | 東京   | スペースゼロ                                 | 白川侑二朗 稲葉貴子 佐伯太輔 寺尾由布樹 ひとし 大橋光 高橋花衣 岩切大介 中野真太郎 池原真一 林美帆 黒須美希 相澤一成 原育美 水木英昭 |
| vol.9 虹色唱歌 〜眠れぬ夜のオールドメロディー〜                           | 2009年9月17日〜27日     | 東京   | 紀伊国屋ホール                               | 宮本大誠 曾我泰久 山本崇史 白土直子 椎名鯛造 横関咲栄 大橋光 ひとし 松田沙希 阿部未来 佐藤浩之 原育美 相澤一成 水木英昭 入絵加奈子 土居裕子 （校長先生：高木茂治） |
| vol.10 眠れぬ夜の1×8 レクイエム〜ネイキッドポリスアカデミー〜             | 2010年6月9日〜15日      | 東京   | 紀伊国屋ホール                               | 宮本大誠 青柳塁斗 曾我泰久 保田圭 小松彩夏 相澤一成 竹匠 原育美 佐藤浩之 大橋光 ひとし 松田沙希 阿部未来 島口哲朗 福田高士 水木英昭 |
| vol.11 SAMURAI挽歌 〜房州幕末編〜                                         | 2011年3月15日〜21日     | 東京   | スペースゼロ                                 | 宮本大誠 戸谷公人 飯田圭織 入絵加奈子 山本崇史 佐伯太輔 相澤一成 原育美 大橋光 ひとし 伊藤直人 島口哲朗 福田高士 亀井理那 林美帆 宇野真由美 熊谷莉沙 野村亮 川本成 水木英昭 津田英佑 |
| vol.12 蘇州夜曲 龍組・虎組                                                | 2011年7月6日〜18日      | 東京   | 紀伊国屋ホール                               | 【龍組】(オリジナルキャスト中心)：宮本大誠 津田英佑 佐伯太輔 大橋光 高嶺ふぶき 白土直子 竹匠 紗久真弓 宇野真由美 山本崇史 【虎組】：石垣佑磨 林剛史 馬場良馬 白石隼也 横関咲栄 齊藤来未子 ひとし 亀井理那 熊谷莉沙 青柳塁斗 【龍組・虎組共通】：原育美 松田沙希 芥勘兵衛 野村亮 松重慎 山内啓太 水木英昭                                                                                             |
| vol.13 SAMURAI挽歌 2012 〜房州幕末編〜                                    | 2012年4月18日〜24日     | 東京   | 紀伊国屋ホール                               | 宮本大誠 植木豪 鈴木拡樹 増田裕生 佐藤美貴 白土直子 山本崇史 北村悠 なすび 亀井理那 原育美 ひとし 松田沙希 宗像拓郎 松村裕美 野村亮 玉手みずき 宇野真由美 熊谷莉沙 曾我泰久 津田英佑 佐伯太輔 水木英昭 |
| vol.14 SAMURAI挽歌Ⅱ 〜紀州の魂〜                                          | 2012年11月30日〜12月9日 | 東京   | 紀伊國屋ホール                               | 津田英佑 植木豪 鈴木拡樹 風間由次郎 平埜生成 椎名鯛造 青柳塁斗 叶千佳 白土直子 山本崇史 早田剛 原育美 荻野恵理 河口博昭 ひとし 松田沙希 紗久真弓 野村亮 佐伯太輔 水木英昭 宮本大誠 〈特別出演（日替わりゲスト）〉 曾我泰久 白川裕二郎 増田裕生 亀井理那 KASSAN |
| vol.14 SAMURAI挽歌Ⅱ 〜紀州の魂〜                                          | 2012年12月11日          | 大阪   | ABCホール                                    | 津田英佑 植木豪 鈴木拡樹 風間由次郎 平埜生成 椎名鯛造 青柳塁斗 叶千佳 白土直子 山本崇史 早田剛 原育美 荻野恵理 河口博昭 ひとし 松田沙希 紗久真弓 野村亮 佐伯太輔 水木英昭 宮本大誠 〈特別出演（日替わりゲスト）〉 曾我泰久 白川裕二郎 増田裕生 亀井理那 KASSAN |
| vol.14 SAMURAI挽歌Ⅱ 〜紀州の魂〜                                          | 2012年12月13日          | 愛知   | 名古屋市芸術創造センター                     | 津田英佑 植木豪 鈴木拡樹 風間由次郎 平埜生成 椎名鯛造 青柳塁斗 叶千佳 白土直子 山本崇史 早田剛 原育美 荻野恵理 河口博昭 ひとし 松田沙希 紗久真弓 野村亮 佐伯太輔 水木英昭 宮本大誠 〈特別出演（日替わりゲスト）〉 曾我泰久 白川裕二郎 増田裕生 亀井理那 KASSAN |
| vol.15 SAMURAI挽歌Ⅲ 〜ラストサムライCode.J〜                              | 2013年6月15日〜23日     | 東京   | 紀伊國屋ホール                               | 津田英佑 植木豪 野久保直樹 舞羽美海 田中真弓 白土直子 山本崇史 君沢ユウキ HILOMU 原育美 河口博昭 ひとし 松田沙希 紗久真弓 野村亮 宇野真由美 佐伯太輔 水木英昭 KASSAN 鈴木拡樹 兼崎健太郎 |
| vol.15 SAMURAI挽歌Ⅲ 〜ラストサムライCode.J〜                              | 2013年6月27日           | 大阪   | SAYAKAホール小ホール                         | 津田英佑 植木豪 野久保直樹 舞羽美海 田中真弓 白土直子 山本崇史 君沢ユウキ HILOMU 原育美 河口博昭 ひとし 松田沙希 紗久真弓 野村亮 宇野真由美 佐伯太輔 水木英昭 KASSAN 鈴木拡樹 兼崎健太郎 |
| vol.15 SAMURAI挽歌Ⅲ 〜ラストサムライCode.J〜                              | 2013年6月29日           | 愛知   | 南文化小劇場                                 | 津田英佑 植木豪 野久保直樹 舞羽美海 田中真弓 白土直子 山本崇史 君沢ユウキ HILOMU 原育美 河口博昭 ひとし 松田沙希 紗久真弓 野村亮 宇野真由美 佐伯太輔 水木英昭 KASSAN 鈴木拡樹 兼崎健太郎 |
| vol.15 SAMURAI挽歌Ⅲ 〜ラストサムライCode.J〜                              | 2013年7月2日            | 福岡   | ももちパレス大ホール                         | 津田英佑 植木豪 野久保直樹 舞羽美海 田中真弓 白土直子 山本崇史 君沢ユウキ HILOMU 原育美 河口博昭 ひとし 松田沙希 紗久真弓 野村亮 宇野真由美 佐伯太輔 水木英昭 KASSAN 鈴木拡樹 兼崎健太郎 |
| 眠れぬ夜のLoveストーリーズvol.1 The First Act                             | 2013年10月1日〜10日     | 東京   | 千本桜ホール                                 | 曾我泰久 増田裕生 佐伯太輔 山本崇史 ヒトシ・ギルバートJr. 長戸勝彦 亀井理那 横関咲栄 松田沙希 紗久真弓 原育美 野村亮 宇野真由美 |
| 眠れぬ夜のLoveストーリーズvol.1 The Second Act                            | 2013年10月21日〜27日    | 東京   | 千本桜ホール                                 | 曾我泰久 増田裕生 佐伯太輔 早田剛 知幸 西秋元喜 亀井理那 高橋花衣 大口与枝 紗久真弓 原育美 野村亮 宇野真由美 |
| vol.16 眠れぬ夜のホンキートンクブルース 第二章 ～復活～                   | 2014年5月23日〜6月1日   | 東京   | 紀伊國屋サザンシアター                       | 津田英佑 野久保直樹 鈴木拡樹 山田邦子 青柳塁斗 増田裕生 河原田巧也 荒牧慶彦 早田剛 山本崇史 服部翼 原育美 亀井理那 ヒトシ・ギルバートJr. 小野寺陽香 宇野真由美 佐伯太輔 水木英昭 兼崎健太郎 |
| vol.16 眠れぬ夜のホンキートンクブルース 第二章 ～復活～                   | 2014年6月12日           | 愛知   | 中村文化小劇場                               | 津田英佑 野久保直樹 鈴木拡樹 山田邦子 青柳塁斗 増田裕生 河原田巧也 荒牧慶彦 早田剛 山本崇史 服部翼 原育美 亀井理那 ヒトシ・ギルバートJr. 小野寺陽香 宇野真由美 佐伯太輔 水木英昭 兼崎健太郎 |
| vol.16 眠れぬ夜のホンキートンクブルース 第二章 ～復活～                   | 2014年6月14日、15日     | 大阪   | ABCホール                                    | 津田英佑 野久保直樹 鈴木拡樹 山田邦子 青柳塁斗 増田裕生 河原田巧也 荒牧慶彦 早田剛 山本崇史 服部翼 原育美 亀井理那 ヒトシ・ギルバートJr. 小野寺陽香 宇野真由美 佐伯太輔 水木英昭 兼崎健太郎 |
| vol.16 眠れぬ夜のホンキートンクブルース 第二章 ～復活～                   | 2014年6月17日           | 福岡   | 西鉄ホール                                   | 津田英佑 野久保直樹 鈴木拡樹 山田邦子 青柳塁斗 増田裕生 河原田巧也 荒牧慶彦 早田剛 山本崇史 服部翼 原育美 亀井理那 ヒトシ・ギルバートJr. 小野寺陽香 宇野真由美 佐伯太輔 水木英昭 兼崎健太郎 |
| vol.17 レイジーミッドナイト                                               | 2014年11月15日〜24日    | 東京   | 紀伊國屋ホール                               | 野久保直樹 村田充 ヒトシ・ギルバートJr. 中島知子 長谷川純 山本崇史 今村美乃 青柳塁斗 増田裕生 原育美 安野恭太 小野寺陽香 橘レイア 水木英昭 進藤学 佐伯太輔 |
| vol.17 レイジーミッドナイト                                               | 2014年11月29日、30日    | 福岡   | 西鉄ホール                                   | 野久保直樹 村田充 ヒトシ・ギルバートJr. 中島知子 長谷川純 山本崇史 今村美乃 青柳塁斗 増田裕生 原育美 安野恭太 小野寺陽香 橘レイア 水木英昭 進藤学 佐伯太輔 |
| vol.17 レイジーミッドナイト                                               | 2014年12月2日、3日      | 大阪   | 近鉄アート館                                 | 野久保直樹 村田充 ヒトシ・ギルバートJr. 中島知子 長谷川純 山本崇史 今村美乃 青柳塁斗 増田裕生 原育美 安野恭太 小野寺陽香 橘レイア 水木英昭 進藤学 佐伯太輔 |
| vol.17 レイジーミッドナイト                                               | 2014年12月5日           | 愛知   | 中村文化小劇場                               | 野久保直樹 村田充 ヒトシ・ギルバートJr. 中島知子 長谷川純 山本崇史 今村美乃 青柳塁斗 増田裕生 原育美 安野恭太 小野寺陽香 橘レイア 水木英昭 進藤学 佐伯太輔 |
| vol.18 眠れぬ夜のホンキートンクブルース 第二章 ～飛躍～                   | 2015年5月30日〜6月7日   | 東京   | 紀伊國屋ホール                               | 津田英佑 鈴木拡樹 山田邦子 青柳塁斗 河原田巧也 鳥越裕貴 増田裕生 碕理人 原育美 大橋ヒカル ヒトシ・ギルバートJr. 小野寺陽香 花井たまき ゆうの 水木英昭 佐伯太輔 山本崇史 椎名鯛造 西村直人 野久保直樹 |
| vol.18 眠れぬ夜のホンキートンクブルース 第二章 ～飛躍～                   | 2015年6月11日           | 愛知   | 名古屋市青少年文化センター・アートピアホール | 津田英佑 鈴木拡樹 山田邦子 青柳塁斗 河原田巧也 鳥越裕貴 増田裕生 碕理人 原育美 大橋ヒカル ヒトシ・ギルバートJr. 小野寺陽香 花井たまき ゆうの 水木英昭 佐伯太輔 山本崇史 椎名鯛造 西村直人 野久保直樹 |
| vol.18 眠れぬ夜のホンキートンクブルース 第二章 ～飛躍～                   | 2015年6月13日           | 福岡   | 西鉄ホール                                   | 津田英佑 鈴木拡樹 山田邦子 青柳塁斗 河原田巧也 鳥越裕貴 増田裕生 碕理人 原育美 大橋ヒカル ヒトシ・ギルバートJr. 小野寺陽香 花井たまき ゆうの 水木英昭 佐伯太輔 山本崇史 椎名鯛造 西村直人 野久保直樹 |
| vol.18 眠れぬ夜のホンキートンクブルース 第二章 ～飛躍～                   | 2015年6月16日、17日     | 大阪   | エル・シアター                               | 津田英佑 鈴木拡樹 山田邦子 青柳塁斗 河原田巧也 鳥越裕貴 増田裕生 碕理人 原育美 大橋ヒカル ヒトシ・ギルバートJr. 小野寺陽香 花井たまき ゆうの 水木英昭 佐伯太輔 山本崇史 椎名鯛造 西村直人 野久保直樹 |
| vol.18 眠れぬ夜のホンキートンクブルース 第二章 ～飛躍～                   | 2015年6月19日           | 宮城   | イズミティ21小ホール                         | 津田英佑 鈴木拡樹 山田邦子 青柳塁斗 河原田巧也 鳥越裕貴 増田裕生 碕理人 原育美 大橋ヒカル ヒトシ・ギルバートJr. 小野寺陽香 花井たまき ゆうの 水木英昭 佐伯太輔 山本崇史 椎名鯛造 西村直人 野久保直樹 |
| vol.19 蘇州夜曲                                                           | 2015年11月20日〜29日    | 東京   | 紀伊國屋サザンシアター                       | 富田翔 塩谷瞬 新垣里沙 憩居かなみ 佐伯太輔 山本崇史 ヒトシ・ギルバートJr. 原育美 小野寺陽香 河口博昭 斉藤和彦 五代新一 伊五澤利夫 中元祥太 水木英昭 村田充 |
| vol.20 眠れぬ夜のホンキートンクブルース第二章～キセキ～                   | 2016年8月31日〜9月8日   | 東京   | 紀伊國屋ホール                               | 津田英佑 鈴木拡樹 山田邦子 松岡卓弥 須藤茉麻 増田裕生 紅葉美緒 長濱慎 山本崇史 大橋ヒカル 原育美 菅原ブリタニー 土屋舞 亜季緒 進藤学 佐伯太輔 水木英昭 長戸勝彦 小笠原健 |
| vol.20 眠れぬ夜のホンキートンクブルース第二章～キセキ～                   | 2016年9月13日           | 北海道 | わくわくホリデーホール（札幌市民ホール）     | 津田英佑 鈴木拡樹 山田邦子 松岡卓弥 須藤茉麻 増田裕生 紅葉美緒 長濱慎 山本崇史 大橋ヒカル 原育美 菅原ブリタニー 土屋舞 亜季緒 進藤学 佐伯太輔 水木英昭 長戸勝彦 小笠原健 |
| vol.20 眠れぬ夜のホンキートンクブルース第二章～キセキ～                   | 2016年9月16日           | 愛知   | 名古屋市青少年文化センター・アートピアホール | 津田英佑 鈴木拡樹 山田邦子 松岡卓弥 須藤茉麻 増田裕生 紅葉美緒 長濱慎 山本崇史 大橋ヒカル 原育美 菅原ブリタニー 土屋舞 亜季緒 進藤学 佐伯太輔 水木英昭 長戸勝彦 小笠原健 |
| vol.20 眠れぬ夜のホンキートンクブルース第二章～キセキ～                   | 2016年9月18日、19日     | 福岡   | 西鉄ホール                                   | 津田英佑 鈴木拡樹 山田邦子 松岡卓弥 須藤茉麻 増田裕生 紅葉美緒 長濱慎 山本崇史 大橋ヒカル 原育美 菅原ブリタニー 土屋舞 亜季緒 進藤学 佐伯太輔 水木英昭 長戸勝彦 小笠原健 |
| vol.20 眠れぬ夜のホンキートンクブルース第二章～キセキ～                   | 2016年9月21日           | 広島   | JMSアステールプラザ中ホール                  | 津田英佑 鈴木拡樹 山田邦子 松岡卓弥 須藤茉麻 増田裕生 紅葉美緒 長濱慎 山本崇史 大橋ヒカル 原育美 菅原ブリタニー 土屋舞 亜季緒 進藤学 佐伯太輔 水木英昭 長戸勝彦 小笠原健 |
| vol.20 眠れぬ夜のホンキートンクブルース第二章～キセキ～                   | 2015年9月23日           | 兵庫   | 新神戸オリエンタル劇場                       | 津田英佑 鈴木拡樹 山田邦子 松岡卓弥 須藤茉麻 増田裕生 紅葉美緒 長濱慎 山本崇史 大橋ヒカル 原育美 菅原ブリタニー 土屋舞 亜季緒 進藤学 佐伯太輔 水木英昭 長戸勝彦 小笠原健 |
| vol.20 眠れぬ夜のホンキートンクブルース第二章～キセキ～                   | 2016年9月27日、28日     | 宮城   | イズミティ21小ホール                         | 津田英佑 鈴木拡樹 山田邦子 松岡卓弥 須藤茉麻 増田裕生 紅葉美緒 長濱慎 山本崇史 大橋ヒカル 原育美 菅原ブリタニー 土屋舞 亜季緒 進藤学 佐伯太輔 水木英昭 長戸勝彦 小笠原健 |
| vol.21 眠れぬ夜のホンキートンクブルース第三章～覚醒～                     | 2017年6月2日〜11日      | 東京   | 紀伊國屋サザンシアター TAKASHIMAYA           | 津田英佑 河原田巧也 新垣里沙 小笠原健 松岡卓弥 小波津亜廉 横井伸明 山本崇史 大橋ヒカル 原育美 菅原ブリタニー ゆうの 神谷玲花 進藤学 佐伯太輔 林剛史 水木英昭 山田邦子（特別映像出演） 増田裕生（特別映像出演） 鈴木拡樹（特別映像出演） |
| vol.21 眠れぬ夜のホンキートンクブルース第三章～覚醒～                     | 2017年6月13日           | 大阪   | ABCホール                                    | 津田英佑 河原田巧也 新垣里沙 小笠原健 松岡卓弥 小波津亜廉 横井伸明 山本崇史 大橋ヒカル 原育美 菅原ブリタニー ゆうの 神谷玲花 進藤学 佐伯太輔 林剛史 水木英昭 山田邦子（特別映像出演） 増田裕生（特別映像出演） 鈴木拡樹（特別映像出演） |
| vol.22 眠れぬ夜のホンキートンクブルース外伝～ティーダのうた～             | 2017年11月17日〜26日    | 東京   | 紀伊國屋ホール                               | 河原田巧也 津田英佑 小波津亜廉 大鳥れい 増田裕生 佐伯太輔 大橋ヒカル 宮本大誠 楓 金山大輝 田中セシル 千田阿紗子 HILOMU TAKAHIRO モリマリコ KaSmI 原育美 菅原ブリタニー 水木英昭 植木豪 |
| 陣内の門～1st ACT～ 協賛：日本数学検定協会                                | 2018年6月8日〜17日      | 東京   | 紀伊國屋サザンシアター TAKASHIMAYA           | 陣内孝則 鳳翔大 中島早貴 河原田巧也 松岡卓弥 小波津亜廉 藍実成 菅原ブリタニー 平湯樹里 曾我泰久 瀬下尚人 津田英佑 高橋直純 |
| 陣内の門～1st ACT～ 協賛：日本数学検定協会                                | 2018年6月21日           | 大阪   | エル・シアター                               | 陣内孝則 鳳翔大 中島早貴 河原田巧也 松岡卓弥 小波津亜廉 藍実成 菅原ブリタニー 平湯樹里 曾我泰久 瀬下尚人 津田英佑 高橋直純 |
| 陣内の門～1st ACT～ 協賛：日本数学検定協会                                | 2018年9月16日           | 福井   | 越前市いまだて芸術館                         | 陣内孝則 鳳翔大 中島早貴 河原田巧也 松岡卓弥 小波津亜廉 藍実成 菅原ブリタニー 平湯樹里 曾我泰久 瀬下尚人 津田英佑 高橋直純 |
| 陣内の門～1st ACT～ 協賛：日本数学検定協会                                | 2018年6月25日           | 石川   | 北國新聞赤羽ホール                           | 陣内孝則 鳳翔大 中島早貴 河原田巧也 松岡卓弥 小波津亜廉 藍実成 菅原ブリタニー 平湯樹里 曾我泰久 瀬下尚人 津田英佑 高橋直純 |
| 陣内の門～1st ACT～ 協賛：日本数学検定協会                                | 2018年6月27日           | 福岡   | 西鉄ホール                                   | 陣内孝則 鳳翔大 中島早貴 河原田巧也 松岡卓弥 小波津亜廉 藍実成 菅原ブリタニー 平湯樹里 曾我泰久 瀬下尚人 津田英佑 高橋直純 |
| 陣内の門～1st ACT～ 協賛：日本数学検定協会                                | 2018年7月2日            | 名寄   | 名寄市民文化センターEN-RAYホール             | 陣内孝則 鳳翔大 中島早貴 河原田巧也 松岡卓弥 小波津亜廉 藍実成 菅原ブリタニー 平湯樹里 曾我泰久 瀬下尚人 津田英佑 高橋直純 |
| 陣内の門～1st ACT～ 協賛：日本数学検定協会                                | 2018年7月2日            | 札幌   | 札幌市教育文化会館大ホール                   | 陣内孝則 鳳翔大 中島早貴 河原田巧也 松岡卓弥 小波津亜廉 藍実成 菅原ブリタニー 平湯樹里 曾我泰久 瀬下尚人 津田英佑 高橋直純 |
| 陣内の門～1st ACT～ 協賛：日本数学検定協会                                | 2018年7月6日            | 愛知   | 中川文化小劇場                               | 陣内孝則 鳳翔大 中島早貴 河原田巧也 松岡卓弥 小波津亜廉 藍実成 菅原ブリタニー 平湯樹里 曾我泰久 瀬下尚人 津田英佑 高橋直純 |
| vol.23 虹色唱歌                                                           | 2018年11月29日〜12月9日 | 東京   | 紀伊國屋ホール                               | 八神蓮 植木豪 鯨井康介 河原田巧也 HILOMU 折井あゆみ 鈴木まりや 鳳翔大 蓮城まこと 須藤茉麻 関口満紀枝 水木英昭 原育美 千田阿紗子 菅原ブリタニー 佐伯太輔 大鳥れい （校長先生：高木茂治） |
| 山田邦子芸能生活40周年記念 山田邦子の門                                   | 2019年5月22日〜29日     | 東京   | 紀伊國屋サザンシアター TAKASHIMAYA           | 山田邦子 小野健斗 元木聖也 増田裕生 西川俊介 西尾来人 増田有華 菅原ブリタニー 松村芽久未 青柳塁斗 原育美 千田阿紗子 土屋舞 関口満紀枝 水木英昭 佐伯太輔 津田英佑 高橋直純 |
| 山田邦子芸能生活40周年記念 山田邦子の門                                   | 2019年6月5日、6日       | 愛知   | 名古屋市青少年文化センター アートピアホール  | 山田邦子 小野健斗 元木聖也 増田裕生 西川俊介 西尾来人 増田有華 菅原ブリタニー 松村芽久未 青柳塁斗 原育美 千田阿紗子 土屋舞 関口満紀枝 水木英昭 佐伯太輔 津田英佑 高橋直純 |
| vol.24 蘇州夜曲                                                           | 2019年11月17日〜24日    | 東京   | 紀伊國屋ホール                               | 山本一慶 桑野晃輔 新垣里沙 菅原ブリタニー 河原田巧也 石賀和輝 テジュ 千田阿紗子 関口満紀枝 河口博昭 坂本純基 江島雄基 チンネン・ギルバートJr. 前沢健太 原育美 佐伯太輔 山田邦子<特別出演> 水木英昭 |
| 山田邦子還暦記念公演 山田邦子の門2020〜クニリンピック〜                   | 2020年11月27日〜12月3日 | 東京   | 紀伊國屋ホール                               | 山田邦子 太田将熙 安井一真 河原田巧也 石賀和輝 長島琢磨 菅原ブリタニー 吉田明加 青柳塁斗 千田阿紗子 関口満紀枝 佐伯太輔 進藤学 原育美 水木英昭 津田英佑 増田裕生<映像出演> 高橋直純<映像出演> |
| vol.25 レイジーミッドナイト                                               | 2021年6月30日〜7月4日   | 東京   | 紀伊國屋サザンシアターTAKASHIMAYA            | 君沢ユウキ 富田翔 大湖せしる 菅原ブリタニー ニコラス・エドワーズ 松永一哉 河原田巧也 原育美 千田阿紗子 川口葵 坂本雛実 津田英佑 |
| vol.26 眠れぬ夜のライブストーリー～津田英佑芸能生活30周年記念だってよ！～ | 2021年12月1日〜12月5日  | 東京   | 紀伊國屋ホール                               | 津田英佑 新垣里沙 菅原ブリタニー 河原田巧也 ニコラス・エドワーズ 原育美 大橋光 山田邦子 〈日替わりゲスト〉千田阿紗子 置鮎龍太郎 髙木俊 川本成 太田将熙 |
| vol.27 蘇州夜曲2022                                                       | 2022年9月15日〜19日     | 東京   | 紀伊國屋ホール                               | 富田翔 町田慎吾 佃井皆美 菅原ブリタニー 須賀京介 田中晃平 原育美 田代結香 タケシィ（沖縄三線奏者） 山本常文 チンネン・ギルバートJr. 丸山輝 齋藤和輝 南場陸仁 水木英昭 飛野悟志 山本裕典 |
| ロックンロール・ライブストーリー あの日あの時あの場所の歌                 | 2023年3月21日〜26日     | 東京   | オメガ東京                                   | 大橋ヒカル 河原田巧也 菅原ブリタニー 原育美 水木英昭 ニコラス・エドワーズ ＜BAND＞ Keyboard：鈴木栄奈 Guitar：ナカムラタカノリ（ジャミーメロー） Bass：笠原佑介 Drums：A-ya（よこわけズ） なすび ちゃーみーせいこ 横関咲栄 富田翔 |
| Entertainment Human Theater! ハッピーバースデー ~命の唄~                  | 2023年10月25日〜29日    | 東京   | 紀伊國屋ホール                               | 原作：「ハッピーバースデー」青木和雄、吉富多美 作/金の星社 刊 亜季緒（テーマ曲作詞作曲兼任） 富田翔 川口調 田中稔彦 河原田巧也 杉本有美 佃井皆美 石賀和輝 関口満紀枝 原育美 菅原ブリタニー 入内島悠平 村田充 螢雪次朗 土居裕子 ＜Wキャスト＞上野彩喜/矢野沙羅、戸塚世那/米本奏哉、鳥羽瀬璃音花/中森美結、松原瑚春/照屋音色、栗崎菜緒/吉村まいり ＜ミュージシャン＞ Keyboard：鈴木栄奈 Violin：小夜子 |
| ロックンロール・ライブストーリー あの日あの時あの場所の歌 Vol.2           | 2024年2月9日〜12日      | 東京   | コフレリオ新宿シアター                       | 大橋ヒカル 河原田巧也 菅原ブリタニー 原育美 水木英昭 ニコラス・エドワーズ 関口満紀枝 安井一真 富田翔 ＜BAND＞ Keyboard：鈴木栄奈 Guitar：福田智樹（Natural Lag） Percussion：成相悠一（エサソン） |

### 舞台関連イベント
| タイトル                                                | 公演日        | 会場 | 会場                               | 主な出演者 |
| ------------------------------------------------------- | ------------- | ---- | ---------------------------------- | --- |
| ホンキートンク祭り                                      | 2015年6月14日 | 福岡 | 西鉄ホール                         | 津田英佑 鈴木拡樹 青柳塁斗 河原田巧也 鳥越裕貴 増田裕生 碕理人 大橋ヒカル ヒトシ・ギルバートJr. 佐伯太輔 山本崇史 水木英昭 椎名鯛造 西村直人 野久保直樹 |
| ホンキートンク祭り                                      | 2015年6月21日 | 東京 | 東京ベイ幕張ホール                 | 津田英佑 鈴木拡樹 青柳塁斗 河原田巧也 鳥越裕貴 増田裕生 碕理人 大橋ヒカル ヒトシ・ギルバートJr. 佐伯太輔 山本崇史 水木英昭 椎名鯛造 西村直人 野久保直樹 |
| ホンキートンク祭り2017                                  | 2017年6月7日  | 東京 | 紀伊國屋サザンシアター TAKASHIMAYA | 津田英佑 河原田巧也 新垣里沙 小笠原健 松岡卓弥 小波津亜廉 横井伸明 山本崇史 大橋ヒカル 進藤学 佐伯太輔 林剛史 山田邦子 増田裕生 水木英昭                |
| ホンキートンク祭り2017                                  | 2017年6月13日 | 大阪 | ABCホール                          | 津田英佑 河原田巧也 新垣里沙 小笠原健 松岡卓弥 小波津亜廉 横井伸明 山本崇史 大橋ヒカル 進藤学 佐伯太輔 林剛史 山田邦子 増田裕生 水木英昭                |
| MIZU PRO紀伊國屋歌フェス2021冬~コロナに負けるな歌合戦～ | 2021年12月3日 | 東京 | 紀伊國屋ホール                     | 津田英佑 新垣里沙 菅原ブリタニー 河原田巧也 ニコラス・エドワーズ 原育美 大橋ヒカル 山田邦子 千田阿紗子                                                  |

### ライブパフォーマンス
| タイトル                              | 公演日               | 会場                             | キャスト | バンド                                                                                   |
| ------------------------------------- | -------------------- | -------------------------------- | --- | ---------------------------------------------------------------------------------------- |
| vol.1 サマーカーニバル                | 2007年7月3日         | 六本木スイートベイジル（STB139） | 水木英昭 津田英佑 宮本大誠 原育美 寺尾由布樹 大橋光 ヒトシ 鈴木優介 佐伯太輔 白土直子 高橋花衣 ゲスト：入絵加奈子 Tokyo Cowboy Billy (with ORAN, RINRIN） ボナ植木 from ナポレオンズ                                                                    | Bass：高木茂治 Guitar：会田敏 Drums：切通和孝 Keyboard&Saxophone：金山徹 Percussion：YOU |
| vol.2 眠れぬ夜のLIVE story(s)         | 2007年12月30日       | daikanyama 晴れたら空に豆まいて  | 大橋光 水木英昭 佐藤浩之 西秋元喜 | Bass：高木茂治 Drums：切通和孝                                                           |
| vol.3 眠れぬ夜のLove Letter Story     | 2008年３月14日〜16日 | daikanyama 晴れたら空に豆まいて  | 相澤一成 西秋元喜 大橋光 ヒトシ 芥勘兵衛 松田沙希 阿部未来 古川マナ美 工藤祐子 宮本理英 水木英昭 Tokyo Cowboy Billy |                                                                                          |
| vol.4 サマーカーニバル２              | 2008年８月４日       | 六本木スイートベイジル（STB139） | 曾我泰久 山本崇史 津田英佑 大橋光 白土直子 高橋花衣 相澤一成 ヒトシ 松田沙希 阿部未来 ボナ植木（ナポレオンズ） Tokyo Cowboy Billy 佐伯太輔 佐藤浩之 原育美 宮本大誠 水木英昭                                                                            | 高木茂治バンド                                                                           |
| vol.5 大橋光・白土直子 featuring LIVE | 2008年11月26日       | 渋谷O-nest                       | 大橋光 白土直子 / 前説：蔦姫 / ＭＣ：水木英昭 佐藤浩之 ゲスト：曾我泰久 津田英佑 | 高木茂治BAND                                                                             |
| vol.6 コントライブ１                  | 2009年4月12日        | daikanyama 晴れたら空に豆まいて  | 水木英昭 佐藤浩之 相澤一成 |                                                                                          |
| vol.7 サマーカーニバル３              | 2009年７月27日       | 六本木スイートベイジル（STB139） | 水木英昭 宮本大誠 津田英佑 大橋光 佐藤浩之 相澤一成 原育美 ひとし 松田沙希 阿部未来 ゲスト：佐伯太輔 白土直子 横関咲栄 稲葉貴子 純烈（白川侑二朗 酒井一圭 友井雄亮 林田達也 後上翔太 小田井涼平） 山本崇史 田中真弓 矢島晶子 高乃麗 ボナ植木 入絵加奈子 | Bass：高木茂治 Drums：切通和孝 Keyboard：原田達也 Guitar：福田智樹 Sax：長瀬愛実         |
| vol.8 サマーカーニバル2011            | 2011年8月10日        | 六本木スイートベイジル（STB139） | ナルウザクスダ（川本成 UZA 楠田敏之） 大橋光 剱伎衆かむゐ with 小林未郁 白土直子 水木英昭 片桐はづき |                                                                                          |

### 水木英昭プロデュース立ち上げ以前の作品
劇団スーパーエキセントリックシアター在団中に、水木英昭プロデュースとして制作・演出を手がけた作品を発表していた。2000年に退団したのちも、現在の水木英昭プロデュースにつながる作品を上演している。
| 作品                                          | 期間                         | 会場 | 会場                               | 主な出演者 |
| --------------------------------------------- | ---------------------------- | ---- | ---------------------------------- | --- |
| VOL.1「SO SOLDIER」                           | 1996年4月22日〜5月1日        | 東京 | SETアトリエ                        | |
| VOL.2「NAKID POLICE」                         | 1997年5月21日〜25日          | 東京 | シアターサンモール                 | 大崎聖二 加瀬竜彦 佐藤浩之 水木英昭 原育美 白土直子 関野昌敏 宮内大                                           |
| VOL.3「LAZY MIDNIGHT」                        | 1997年11月28日〜12月7日      | 東京 | 恵比寿・エコー劇場                 | 水木英昭 佐藤浩之 原育美 大崎聖二 加瀬竜彦 宮内大 関野昌敏 白土直子                                           |
| VOL.4「SO SOLDIER」                           | 1998年9月14日〜20日          | 東京 | シアターサンモール                 | 水木英昭 加瀬竜彦 白土直子 西海健二郎 佐藤弘之 原育美 関野昌敏 宮内大                                         |
| VOL.4「SO SOLDIER」                           | 1998年10月9日〜10日          | 大阪 | 近鉄小劇場                         | 水木英昭 加瀬竜彦 白土直子 西海健二郎 佐藤弘之 原育美 関野昌敏 宮内大                                         |
| VOL.5「蘇洲夜曲」                             | 1999年9月9日〜12日           | 東京 | 青山円形劇場                       | 野添義弘 大崎聖二 加瀬竜彦 水木英昭 原育美 白土直子 西海健二郎 宮内大 [特別出演]ＪＵＮ                        |
| VOL.5「蘇洲夜曲」                             | 1999年9月14日〜15日          | 大阪 | 近鉄小劇場                         | 野添義弘 大崎聖二 加瀬竜彦 水木英昭 原育美 白土直子 西海健二郎 宮内大 [特別出演]ＪＵＮ                        |
| VOL.6「房州挽歌」                             | 1999年12月31日〜2000年1月9日 | 東京 | シアターサンモール                 | 水木英昭 加瀬竜彦 西海健二郎 宮内大 野崎数馬 原育美 白土直子 吉田麻佐美 中村有希子 岸あかね 大崎聖二 野添義弘 |
| しまなみ海道'99イベント招聘公演「SO SOLDIER」 | 1999年7月17日〜18日          | 広島 | テアトロシェルネ（しまなみ交流館） | |
| 広島死闘編「蘇州夜曲」                        | 2001年12月15日               | 広島 | テアトロシェルネ（しまなみ交流館） | 野添義弘 大崎聖二 加瀬竜彦 水木英昭 原育美 白土直子 西海健二郎 宮内大                                         |

## マネージメント部門

### 所属アーティスト[45]
- 水木英昭
- 原育美
- 大橋光
- 河原田巧也
- 菅原ブリタニー

#### 紀伊國屋ホール・紀伊國屋サザンシアター
1. 1 2  “【紀伊國屋ホール】山田邦子還暦記念 紀伊國屋書店提携公演「山田邦子の門2020～クニリンピック～」”. 紀伊國屋書店 - 本の「今」に会いに行こう. 2021年8月21日時点のオリジナルよりアーカイブ。2021年8月15日閲覧。
2. ↑  “【紀伊國屋ホール】 水木英昭プロデュース公演「蘇州夜曲」”. 本の「今」がわかる 紀伊國屋書店. 2021年8月24日時点のオリジナルよりアーカイブ。2021年8月24日閲覧。
3. ↑  “【紀伊國屋ホール】 水木英昭プロデュース公演「SAMURAI挽歌2012～房州幕末編～」(2012年4月18日～24日)”. 本の「今」がわかる 紀伊國屋書店. 2021年8月24日時点のオリジナルよりアーカイブ。2021年8月24日閲覧。
4. ↑  “【紀伊國屋ホール】 水木英昭プロデュース公演「SAMURAI挽歌Ⅱ」―紀州の魂―(2012年11月30日～12月9日)”. 本の「今」がわかる 紀伊國屋書店. 2021年8月24日閲覧。
5. ↑  “【紀伊國屋ホール】 水木英昭プロデュース公演「SAMURAI挽歌Ⅲ」～ラストサムライ Code.J～(2013年6月15日～23日)”. 本の「今」がわかる 紀伊國屋書店. 2021年8月24日閲覧。
6. ↑  “【紀伊國屋サザンシアター】 水木英昭プロデュース公演「眠れぬ夜のホンキートンクブルース 第二章～復活～」”. 本の「今」がわかる 紀伊國屋書店. 2021年8月24日閲覧。
7. ↑  “【紀伊國屋ホール】 水木英昭プロデュース公演「レイジーミッドナイト」(2014年11月15日～24日)”. 本の「今」がわかる 紀伊國屋書店. 2021年8月24日閲覧。
8. ↑  “【紀伊國屋ホール】 水木英昭プロデュース「眠れぬ夜のホンキートンクブルース 第二章～飛躍～」(2015年5月30日～6月7日)”. 本の「今」がわかる 紀伊國屋書店. 2021年8月24日閲覧。
9. ↑  “【紀伊國屋サザンシアター】 水木英昭プロデュース公演「蘇州夜曲」”. 本の「今」がわかる 紀伊國屋書店. 2021年8月24日閲覧。
10. ↑  “【紀伊國屋ホール】 水木英昭プロデュース公演「眠れぬ夜のホンキートンクブルース 第二章～キセキ～」(2016年8月31日～9月8日)”. 本の「今」がわかる 紀伊國屋書店. 2021年8月24日閲覧。
11. 1 2  “【紀伊國屋サザンシアター TAKASHIMAYA】 水木英昭プロデュース公演「眠れぬ夜のホンキートンクブルース 第三章～覚醒～」”. 本の「今」がわかる 紀伊國屋書店. 2021年8月24日時点のオリジナルよりアーカイブ。2021年8月24日閲覧。
12. ↑  “【紀伊國屋ホール】 水木英昭プロデュース公演「眠れぬ夜のホンキートンクブルース外伝～ティーダのうた～」(2017年11月17日～11月26日)”. 本の「今」がわかる 紀伊國屋書店. 2021年8月24日閲覧。
13. ↑  “【紀伊國屋サザンシアター TAKASHIMAYA】 水木英昭プロデュース&オレガ企画製作「陣内の門～1st ACT～」”. 本の「今」がわかる 紀伊國屋書店. 2021年8月24日閲覧。
14. ↑  “【紀伊國屋ホール】 水木英昭プロデュース公演「虹色唱歌」(2018年11月29日～12月9日)”. 本の「今」がわかる 紀伊國屋書店. 2021年8月24日閲覧。
15. ↑  “【紀伊國屋サザンシアター TAKASHIMAYA】水木英昭プロデュース主催「山田邦子の門」（2019年5月22日～29日）”. 本の「今」がわかる 紀伊國屋書店. 2021年8月24日閲覧。
16. ↑  “【紀伊國屋ホール】 水木英昭プロデュース公演「蘇州夜曲」(2019年11月17日～11月24日)”. 本の「今」がわかる 紀伊國屋書店. 2021年8月31日閲覧。
17. ↑  “【紀伊國屋サザンシアター TAKASHIMAYA 】水木英昭プロデュース主催・企画製作「レイジーミッドナイト」”. 紀伊國屋書店 - 本の「今」に会いに行こう. 2021年8月31日閲覧。
18. 1 2  “【紀伊國屋ホール】水木英昭プロデュース　紀伊國屋書店提携公演「眠れぬ夜のライブストーリー～津田英佑芸能生活30周年記念だってよ！～」”. 紀伊國屋書店 - 本の「今」に会いに行こう. 2021年12月6日閲覧。
19. ↑  “【紀伊國屋ホール】水木英昭プロデュース 紀伊國屋書店提携公演「蘇州夜曲2022」”.   紀伊國屋書店 - 本の「今」に会いに行こう. 2022年9月23日閲覧。
20. ↑  “【紀伊國屋ホール】Entertainment Human Theater！ 紀伊國屋書店提携「ハッピーバースデー ~命の唄~」”.   紀伊國屋書店 - 本の「今」に会いに行こう. 2024年8月19日閲覧。

#### 早稲田大学文化資源データベース内演劇上演記録データベース
1. ↑  “眠れぬ夜のホンキートンクブルース第二章〜復活〜”. 演劇上演記録データベース.   早稲田大学文化資源データベース. 2021年12月23日閲覧。
2. ↑  “SO SOLDIER”. 演劇上演記録データベース.   早稲田大学文化資源データベース. 2021年8月31日時点のオリジナルよりアーカイブ。2021年8月28日閲覧。
3. ↑  “ナイキッド・ポリス”. 演劇上演記録データベース.   早稲田大学文化資源データベース. 2021年8月28日閲覧。
4. ↑  “LAZY MIDNIGHT”. 演劇上演記録データベース.   早稲田大学文化資源データベース. 2021年8月28日閲覧。
5. ↑  “ソーソルジャー”. 演劇上演記録データベース.   早稲田大学文化資源データベース. 2021年8月28日閲覧。
6. ↑  “ソーソルジャー”. 演劇上演記録データベース.   早稲田大学文化資源データベース. 2021年8月28日閲覧。
7. ↑  “蘇洲夜曲”. 演劇上演記録データベース.   早稲田大学文化資源データベース. 2021年8月28日閲覧。
8. ↑  “房州挽歌”. 演劇上演記録データベース.   早稲田大学文化資源データベース. 2021年8月28日閲覧。